# Алекс Азар
Алекс Майкл Азар II (англ. Alex Michael Azar II; нар. 17 червня 1967, Джонстаун, Пенсільванія) — американський юрист і держслужбовець українського походження, Міністр охорони здоров'я і соціальних служб США з 2018 р. до 2021 р.

## Біографія
1988 р. закінчив Дартмутський коледж, вивчав управління і економіку. 1991 р. він отримав ступінь доктора в Єльській школі права. З 1996 до 2001 рр. був партнером в юридичній фірмі Wiley Rein & Fielding, з 2001 до 2005 рр. працював юрисконсультом Міністерства охорони здоров'я США.
На початку 90-х був помічником судді Верховного суду США Антоніна Скаліа, пізніше працював молодшим юристом в команді спеціального прокурора Кеннета Стара, який займався розслідуванням у зв'язку з імпічментом Білла Клінтона.
З 2005 до 2007 єр. був заступником міністра охорони здоров'я і соціальних служб в адміністрації Джорджа Буша, потім перейшов до фармацевтичної компанії Eli Lilly and Company, де обіймав посаду віцепрезидента з корпоративних справ. Після перемоги 2008 р. Барака Обами на президентських виборах компанії на цій посаді був потрібен демократ, і Азар очолив американський підрозділ транснаціональної корпорації — Lilly USA. 2016 р. входив до команди Джеба Буша під час республіканських праймеріз.
Одружений, має двох дітей.